# Navneet Kapoor
Navneet Kapoor er en erhvervsleder.
Siden 2017 har han været ansat hos A.P. Møller Mærsk.
Efter en udnævnelse til chief technology & information officer (CTIO) i februar 2020 indtrådte han i virksomhedens direktion i 2021.
Kapoor har et ph.d. indenfor kemiteknik fra Minnesota Universitet, en M.S. i elektroteknik fra samme sted og en B.Tech fra Indian Institute of Technology Kanpur.
Derudover har han en MBA fra Booth School of Business, Chicago Universitet.
Efter sin ph.d. kom Kapoor til GE-koncernen og derefter til Target-koncernen før han fik ansættelse i Mærsk-koncernen.
Som forsker ved Minnesota Universitet beskæftigede Kapoor sig med hvad der på engelsk betegnes "anti-windup" og udgav flere videnskabelige artikler i det emne.
Omkring Kapoors ansættelse var A.P. Møller Mærsk i en transformation med investering i moderne teknologi og på vej til at blive en af Danmarks største it-virksomheder.
Kapoor ville have "en af de absolutte hovedroller" i denne proces.

## Eksterne link
- "Maersk CTIO Navneet Kapoor discusses the role of technology, innovation and recruiting tech talent". Maersk. 18. december 2020.